# Ska tradicional

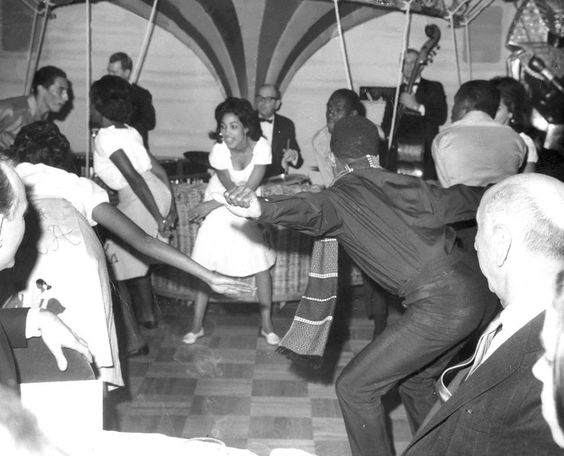
Jóvenes jamaicanos realizando el característico skanking del ska tradicional en los años 60.

Se conoce como Ska tradicional a la primera etapa u ola del Ska, que surgió a finales de la década de 1950 en la isla de Jamaica en un contexto sociopolítico y cultural marcado por su emancipación colonial del imperio británico.Esta primera ola constituye la manifestación musical más temprana del ska, la cual jugó un papel primordial en la cultura jamaicana, convirtiéndose en expresión identitaria de la nación y sentando las bases para la conformación del Reggae.
A pesar de su importancia en la evolución musical, política y cultural de Jamaica, se considera que fue una etapa corta, ya que el final de esta primera época está marcado por la evolución hacia el  Rocksteady en torno a 1966, y a partir de entonces el ska se puede considerar abandonado hasta el revival del 2-Tone.

## Caracterización del Ska Tradicional
Hablar de la primera ola o etapa es hacer referencia al surgimiento de este ritmo en la Jamaica de los años 60´s. La historia del ska jamaicano transcurrió durante un período crucial de la política y sociedad de Jamaica, y desempeñó un papel central en el desarrollo de su industria cultural. En aquel momento la alegría de la población recorría la isla y el ska es el género musical que acompañó la efervescencia política y social.
La mayoría de los observadores coinciden en que el estilo que iba a ser conocido como ska se desarrolló gradualmente, debido a que los músicos de estudio jamaicanos empezaron a alterar la estructura rítmica básica del R&B americano que estaban acostumbrados a tocar. Este proceso de modificación continuó imperceptiblemente durante algún tiempo, hasta que finalmente pudo decirse que había empezado a existir un nuevo y específico estilo jamaicano. Entrevistado por Kevin O’Brien Chang y Wayne Chen para el libro “Reggae Routes”, Alton Ellis resume de esta manera su visión del proceso: 

En esos días no había nada especial que fuera a ser grabado. No teníamos una dirección general, ni patrones establecidos. Simplemente grabábamos cualquier cosa que sonase bien y que fuera vendible. Solíamos escribir baladas, calypso, blue beat, cualquier cosa. De ahí fuimos progresando de un riff a otro hasta que llegamos a donde estamos. Pero solíamos seguir el modelo del R&B de los Estados Unidos, el ritmo boogie-woogie como el de Louis Jordan y otros que vinieron después. Desde ahí fuimos progresando hacia el ska.
Alton Ellis

El planteamiento como música instrumental, unido al empleo de una métrica estable donde el componente rítmico adquiere un lugar centra imprimió al ska una categoría de música de baile que ha conservado en todo momento. El ska jamaicano se desarrolló por tanto como música de baile y fundamentalmente instrumental, sin negar un puesto importante —pero no imprescindible— a la voz, que a menudo participaba como instrumento acompañante, enriqueciendo la textura y color sonoros. De su vinculación con el r&b y el jazz, se desarrolló además la tendencia a otorgar un lugar central a los metales, cuyo sonido característico ha permanecido ligado a la música ska repercutiendo de forma decisiva en posteriores olas del género.
La pluralidad estilística patente en el desarrollo del ska ha generado algunas propuestas de subdivisiones. Por ejemplo, aún cuando la primera ola no suele fraccionarse en subgéneros, Georg Demcisin aporta una subdivisión de la misma que resulta interesante como muestra de las evoluciones experimentadas por el estilo jamaicano durante esta etapa: Jamaican shuffle boogie, Rastafari influences, downtown ska y uptown ska.

## Primeros destellos musicales
Es para el año de 1959 cuando se empiezan a elaborar las primeras grabaciones; en las letras había viejos proverbios, mensajes bíblicos y frases que se remontaban a los días de la esclavitud. Unas cuantas canciones de los primeros artistas como “Tell Me Darling” (Island Music, 1959) de Wilfred ‘Jackie’ Edwards, o las de Cluett Johnson, Baba Brooks, Owen Gray o The Magic Notes, también recogían las influencias del mento. Otras, como el “Time To Pray” (Worldisc, 1959) de The Mellowlarks o el “Victory For Jesus” (D. Darling, 1962) de The Maytals, seguían las corrientes revivalistas del pocomania (o Kumina) y del góspel de Jamaica.  
En ciertos casos, también se detectan importantes elementos indígenas incluso cuando era utilizado directamente el formato del R&B. Tal es el caso del “Muriel” (Worldisc, 1959) de Alton Ellis & Eddy Parkins o de muchas canciones de Bunny & Scully, Prince Buster, Derrick Morgan, Erick Monty Morris, Theo Beckford o The Jiving Juniors. De todas maneras y contradiciendo a los nacionalistas jamaicanos más extremos que afirman que el ska procede directamente del mento, no sería correcto considerar la tradición folclórica jamaicana como la única responsable del paso de la imitación del modelo del R&B al ska propiamente dicho.
Los músicos itinerantes (brass bands, orquestas de baile, agrupaciones de jazz) tocaban principalmente swing, jazz y rhythm & blues; la programación de las radios locales y el mercado discográfico se encontraban monopolizados por las grabaciones extranjeras; y en general los estándares de calidad los dictaba la música estadounidense: 

"Comenzamos imitando el rhythm & blues de Smillie Louis, Professor Longhair, Louis Jordan, Billy Eckstine, Bull Moose Jackson; tratábamos de copiar ese tipo de ritmo, pero como no nos salía igual, decidimos hacerlo a nuestro estilo; así es como nació el Ska."
Derrick Morgan.

Así, a finales de 1960, la percepción del sonido distintivo del R&B jamaicano dejó de ser algo reconocido exclusivamente por los enterados y el inconfundible sabor del ritmo jamaicano del ska ya empezaba a hacerse valer por sí mismo.

## El gran auge del Ska
Desarrollado en las áreas suburbanas de Kingston, el ska invadió también los hoteles de lujo de la ciudad adoptado por las orquestas de baile que trataban de ofrecer una música con sabor local, y en algún momento comenzó a ser promocionado en el extranjero como género representativo de Jamaica. El año de 1964 (dos años después de la plena obtención de independencia por parte de Jamaica) fue clave para la difusión internacional de este estilo musical jamaicano.

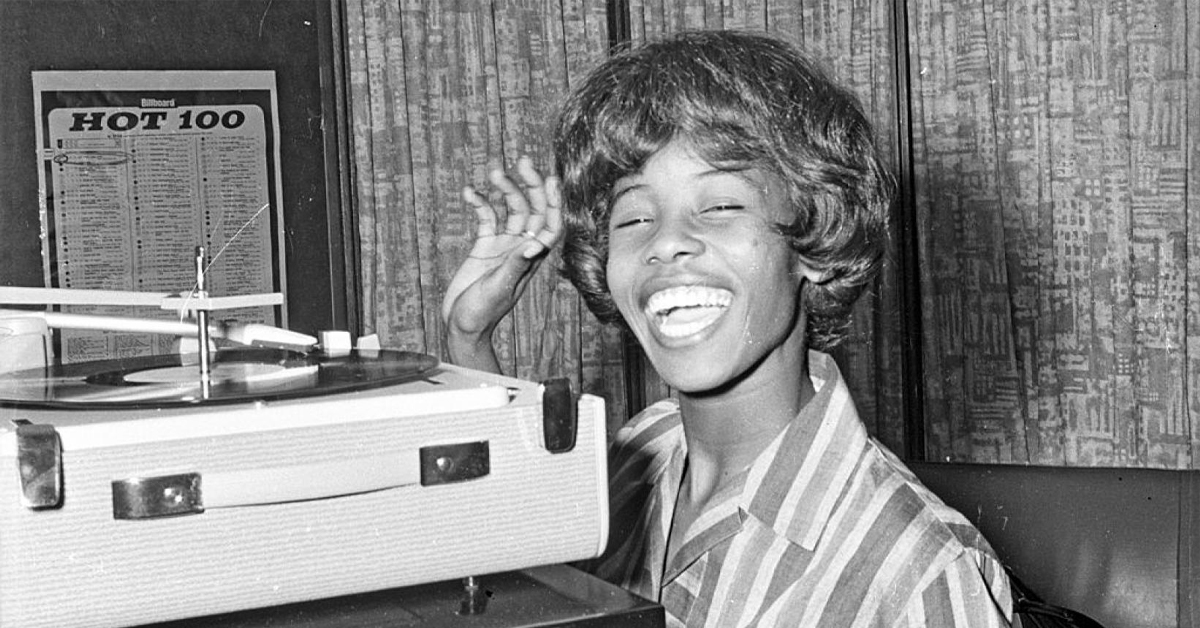
Millie Small

La canción «My Boy Lollipop», arreglada por Ernest Ranglin y cantada por Millie Small (intérpretes jamaicanos que imprimieron cierto toque de ska al rhythm & blues interpretado originalmente por Barbie Gaye) ascendió en marzo de 1964 al segundo puesto de las listas inglesas, donde se mantuvo 18 semanas. Este hit se dio a conocer en buen número de países, a través de la grabación de Millie, así como de múltiples versiones locales, convirtiéndose en el primer gran éxito internacional del repertorio discográfico jamaicano, si bien se trataba realmente de una producción inglesa, dirigida al público occidental y sensiblemente distanciada del estilo que imperaba en la isla caribeña. Millie Small alcanzó cierta popularidad, pero ni ella ni su grabación llegaron a asociarse con un estilo de música "ska ", sino que se identificaron en cambio con el llamado Blue Beat.
Aprovechando la Feria Mundial que se celebró el 12 de agosto de 1964 en Nueva York (New York World’s Fair 1964/1965), donde participaron los artistas vocales Millie Small, Jimmy Cliff y The Blues Busters, con Byron Lee & the Dragonaires como orquesta acompañante, el ska fue presentado como baile de moda en una campaña orquestada desde Jamaica por el entonces ministro de cultura y promotor musical Edward Seaga quien, fascinado por la cultura jamaicana, quería promover una música que fuera nacional. 
Seaga, a diferencia de los soundmen, había empezado el negocio discográfico para vender copias, no para competir en los bailes. Al mismo tiempo, Seaga imprimía bajo licencia los éxitos del R&B estadounidense, o vendía a los soundmen versiones jamaicanas de esos temas. De forma paralela, esta música se dejaba oír en el ámbito europeo a partir de su producción en Londres, donde fue desarrollada por la numerosa población jamaicana allí instalada tras las migraciones producidas entre 1955 y 1962. 

## La internacionalización del Ska
Durante todo el período de duración de la primera ola del ska en Jamaica, esta música fue exportada por diversas vías a cierto número de países, dando lugar a un discreto pero variado e interesante primer estadio en el proceso de internacionalización de la música popular jamaicana. La exportación del ska más allá de la isla caribeña es un fenómeno que se desarrolló desigualmente y respondiendo a muy distintos procesos en función de cada contexto geográfico y cultural.
La presencia del ska en países distintos a Jamaica e Inglaterra durante los años
sesenta aún está poco explorada, pero en aquellas manifestaciones de esta música que se han documentado en diversas zonas del mundo, se pueden discernir dos aspectos recurrentes: su vinculación con Jamaica, y su inclusión en el terreno de los bailes de moda.
Tal es el caso de Latinoamérica, donde artistas como Toño Quirazco, Los Yorsy's y Los Socios del Ritmo en México, Las Cuatro Monedas y Los Diony en Venezuela o Ronnie Montalbán en Argentina, entre otros artistas, versionaron temas clásicos del ska en castellano, que han sido valorizados por muchos seguidores del sonido jamaiquino de esta parte del mundo. Las Cuatro Monedas, de la mano del productor y músico Hugo Blanco, realizaron arreglos de temas como Shanty Town (llamado Buena Suerte), Soul Time (Ritmo del alma), I've been hurt (Me siento herido), Hold Me Tight (Caminando por la calle) y Los Dionys, que hicieron el clásico Jamaica Ska que también fue interpretado tanto por Toño Quirazco como Montalbán, lo que constituye el génesis del sonido jamaiquino en dichos países antes del éxito que tuvo el 2-Tone, gracias a la fusión entre el punk, new wave y el ska clásico, cuando realmente el ska logra masificarse en el resto del mundo gracias a esta última influencia.

## Declive del Ska tradicional y su evolución
Hacia 1966, Jamaica atravesaba una situación difícil debido al descontento y el desencanto que comenzaba a suceder al optimismo inicial tras la obtención de independencia cuatro años antes. La preocupación social se concentraba en la problemática protagonizada por los rude boys, jóvenes de raza negra y clase baja que con frecuencia se enzarzaban en duros enfrentamientos con las autoridades locales. En Jamaica el ska había cedido ya terreno al Rocksteady y el Reggae, y a partir de este momento la cultura musical jamaicana comenzó a gozar de una difusión ininterrumpida que iría creciendo durante los años siguientes en muchas partes del mundo.
Sin llegar a superar el estatus de moda pasajera, este primer ska vio limitado su período de vida a unos pocos años, antes de quedar desechado como baile efímero del pasado. Los cinco años de supremacía del Ska fueron perfectos para un país que buscaba su propia identidad; había artistas británicos que hacían un sonido similar al del Blue Beat, pero solo era necesario escuchar un registro de ska adecuado para saber que el ritmo sólo podía venir de Jamaica para ser efectivo.
Después de la abrasadora primavera de 1966, el Ska fue finalmente suplantado por el estilo más lento y cadencioso de Rocksteady. Este período coincide con el cultivo del Reggae en Jamaica, y el ska permaneció solo en los recuerdos de aquellos que habían vivido la época, y no volvería a ser recordado hasta que, diez años más tarde, un conjunto de bandas inglesas lo rescataron del pasado. Durante la década siguiente, a finales de los años setenta, su espíritu adormecido sería reavivado por una nueva generación de músicos al otro lado del Atlántico.